# Pułk Artylerii Nadbrzeżnej
Pułk Artylerii Nadbrzeżnej (panad) – oddział artylerii nadbrzeżnej Wojska Polskiego.

## Historia pułku
W październiku 1920 roku, w Pucku, rozpoczęto formowanie pułku artylerii nadbrzeżnej. Proces ten został zakończony w połowie następnego roku. Wówczas zorganizowany został II dywizjon. W czerwcu pułk otrzymał działa rosyjskie (sześć 150 mm haubic i sześć 105 mm armat), a w lipcu I dywizjon dyslokowany został ze Swarzewa do Rumi. Z dniem 1 lipca 1921 roku zorganizowana została szkoła podoficerska. Jednostka podporządkowana została dowódcy Wybrzeża Morskiego.
Brak funduszów na zakup artylerii nadbrzeżnej i środków na utrzymanie oddziału spowodował rozwiązanie pułku. 14 grudnia 1921 roku powołana została komisja likwidacyjna pułku. Pod koniec lutego 1922 roku jednostka została rozformowana.

## Organizacja pułku
Dowództwo pułku w Pucku przy ówczesnej ul. Hallera
- dowódca pułku - płk Wiktor Cieśliński (do 25 X 1921 → dowódca Kadry MW)

I dywizjon w Swarzewie (od VII 1921 w Rumi)
- bateria
- bateria

II dywizjon w Pucku
- bateria
- bateria
- bateria salutacyjna

III dywizjon
- dowódca dywizjonu - kpt. Eugeniusz Iwanowicz
- 3 bateria artylerii ciężkiej w Redzie
- 6 bateria artylerii ciężkiej w Małym Kacku
- 7 bateria polowa ruchoma na Oksywiu

Szkoła podoficerska w hotelu „Vossa” w Pucku